# Dannii Minogue/Diskografie
Diese Diskografie ist eine Übersicht über die musikalischen Werke der australischen Sängerin Dannii Minogue. Den Schallplattenauszeichnungen zufolge hat sie bisher mehr als 370.000 Tonträger verkauft. Ihre erfolgreichsten Veröffentlichungen sind die Studioalben Love and Kisses und Neon Nights mit je über 100.000 verkauften Einheiten.

## Alben

### Studioalben
| Jahr | Titel                    | Höchstplatzierung, Gesamtwochen, AuszeichnungChartplatzierungen (Jahr, Titel, Platzierungen, Wochen, Auszeichnungen, Anmerkungen) | Höchstplatzierung, Gesamtwochen, AuszeichnungChartplatzierungen (Jahr, Titel, Platzierungen, Wochen, Auszeichnungen, Anmerkungen) | Höchstplatzierung, Gesamtwochen, AuszeichnungChartplatzierungen (Jahr, Titel, Platzierungen, Wochen, Auszeichnungen, Anmerkungen) | Höchstplatzierung, Gesamtwochen, AuszeichnungChartplatzierungen (Jahr, Titel, Platzierungen, Wochen, Auszeichnungen, Anmerkungen) | Höchstplatzierung, Gesamtwochen, AuszeichnungChartplatzierungen (Jahr, Titel, Platzierungen, Wochen, Auszeichnungen, Anmerkungen) | Anmerkungen                                                |
| Jahr | Titel                    | DE | AT | CH | UK | AU | Anmerkungen                                                |
| ---- | ------------------------ | --- | --- | --- | --- | --- | ---------------------------------------------------------- |
| 1990 | Dannii / Love and Kisses | — | — | — | UK8 Gold · (20 Wo.)UK | AU24 (2 Wo.)AU | Erstveröffentlichung: 22. Oktober 1990 Verkäufe: + 100.000 |
| 1993 | Get into You             | — | — | — | UK52 (1 Wo.)UK | — | Erstveröffentlichung: Oktober 1993                         |
| 1997 | Girl                     | — | — | — | UK57 (1 Wo.)UK | — | Erstveröffentlichung: September 1997                       |
| 2003 | Neon Nights              | DE66 (1 Wo.)DE | — | — | UK8 Gold · (13 Wo.)UK | AU17 (7 Wo.)AU | Erstveröffentlichung: März 2003 Verkäufe: + 100.000        |
| 2007 | Club Disco               | — | — | — | — | — | Erstveröffentlichung: November 2007                        |

### Kompilationen
| Jahr | Titel                         | Höchstplatzierung, Gesamtwochen, AuszeichnungChartplatzierungen (Jahr, Titel, Platzierungen, Wochen, Auszeichnungen, Anmerkungen) | Höchstplatzierung, Gesamtwochen, AuszeichnungChartplatzierungen (Jahr, Titel, Platzierungen, Wochen, Auszeichnungen, Anmerkungen) | Höchstplatzierung, Gesamtwochen, AuszeichnungChartplatzierungen (Jahr, Titel, Platzierungen, Wochen, Auszeichnungen, Anmerkungen) | Höchstplatzierung, Gesamtwochen, AuszeichnungChartplatzierungen (Jahr, Titel, Platzierungen, Wochen, Auszeichnungen, Anmerkungen) | Höchstplatzierung, Gesamtwochen, AuszeichnungChartplatzierungen (Jahr, Titel, Platzierungen, Wochen, Auszeichnungen, Anmerkungen) | Anmerkungen                           |
| Jahr | Titel                         | DE | AT | CH | UK | AU | Anmerkungen                           |
| ---- | ----------------------------- | --- | --- | --- | --- | --- | ------------------------------------- |
| 2006 | The Hits and Beyond           | — | — | — | UK17 (1 Wo.)UK | — | Erstveröffentlichung: Juni 2006       |
| 2013 | This Is It – The Very Best Of | — | — | — | — | — | Erstveröffentlichung: 13. August 2013 |

Weitere Kompilationen
- 1998: The Singles
- 2008: The Early Years
- 2009: The 1995 Sessions

### Remixalben
- 1991: UK Remixes
- 1998: The Remixes
- 2007: Unleashed

## Singles
| Jahr | Titel Album                                           | Höchstplatzierung, Gesamtwochen, AuszeichnungChartplatzierungen (Jahr, Titel, Album, Platzierungen, Wochen, Auszeichnungen, Anmerkungen) | Höchstplatzierung, Gesamtwochen, AuszeichnungChartplatzierungen (Jahr, Titel, Album, Platzierungen, Wochen, Auszeichnungen, Anmerkungen) | Höchstplatzierung, Gesamtwochen, AuszeichnungChartplatzierungen (Jahr, Titel, Album, Platzierungen, Wochen, Auszeichnungen, Anmerkungen) | Höchstplatzierung, Gesamtwochen, AuszeichnungChartplatzierungen (Jahr, Titel, Album, Platzierungen, Wochen, Auszeichnungen, Anmerkungen) | Höchstplatzierung, Gesamtwochen, AuszeichnungChartplatzierungen (Jahr, Titel, Album, Platzierungen, Wochen, Auszeichnungen, Anmerkungen) | Anmerkungen                                                   |
| Jahr | Titel Album                                           | DE | AT | CH | UK | AU | Anmerkungen                                                   |
| ---- | ----------------------------------------------------- | --- | --- | --- | --- | --- | ------------------------------------------------------------- |
| 1990 | Love and Kisses Dannii / Love and Kisses              | — | — | — | UK8 (8 Wo.)UK | AU4 Gold · (15 Wo.)AU | Erstveröffentlichung: 26. Februar 1990 Verkäufe: + 35.000     |
| 1990 | Success Dannii / Love and Kisses                      | — | — | — | UK11 (7 Wo.)UK | AU28 (7 Wo.)AU | Erstveröffentlichung: 3. September 1990                       |
| 1990 | I Don’t Wanna Take This Pain Dannii / Love and Kisses | — | — | — | UK40 (5 Wo.)UK | — | Erstveröffentlichung: 3. Dezember 1990                        |
| 1991 | Jump to the Beat Love and Kisses                      | — | — | — | UK8 (6 Wo.)UK | AU48 (3 Wo.)AU | Erstveröffentlichung: 15. Juli 1991                           |
| 1991 | Baby Love Love and Kisses                             | — | — | — | UK14 (6 Wo.)UK | AU26 (9 Wo.)AU | Erstveröffentlichung: 7. Oktober 1991                         |
| 1992 | Show You the Way to Go Get into You                   | — | — | — | UK30 (3 Wo.)UK | — | Erstveröffentlichung: 20. Juli 1992                           |
| 1992 | Love’s on Every Corner Get into You                   | — | — | — | UK44 (4 Wo.)UK | — | Erstveröffentlichung: 30. November 1992                       |
| 1993 | This Is It Get into You                               | — | — | — | UK10 (8 Wo.)UK | AU13 Gold · (18 Wo.)AU | Erstveröffentlichung: 5. Juli 1993 Verkäufe: + 35.000         |
| 1993 | This Is the Way Get into You                          | — | — | — | UK27 (3 Wo.)UK | AU45 (2 Wo.)AU | Erstveröffentlichung: 20. September 1993                      |
| 1994 | Get into You                                          | — | — | — | UK36 (2 Wo.)UK | — | Erstveröffentlichung: 30. Mai 1994                            |
| 1997 | All I Wanna Do Girl                                   | — | — | — | UK4 (8 Wo.)UK | AU11 Gold · (15 Wo.)AU | Erstveröffentlichung: 11. August 1997 Verkäufe: + 35.000      |
| 1997 | Everything I Wanted Girl                              | — | — | — | UK15 (4 Wo.)UK | AU44 (1 Wo.)AU | Erstveröffentlichung: 20. Oktober 1997                        |
| 1998 | Disremembrance Girl                                   | — | — | — | UK21 (3 Wo.)UK | — | Erstveröffentlichung: 16. März 1998                           |
| 1999 | Everlasting Night The 1995 Sessions                   | — | — | — | — | AU42 (4 Wo.)AU | Erstveröffentlichung: 18. Januar 1999                         |
| 2001 | Who Do You Love Now? Neon Nights                      | DE14 (11 Wo.)DE | AT21 (13 Wo.)AT | CH35 (11 Wo.)CH | UK3 (15 Wo.)UK | AU15 (11 Wo.)AU | Erstveröffentlichung: 19. November 2001 feat. Riva            |
| 2002 | Put the Needle on It Neon Nights                      | DE72 (2 Wo.)DE | — | — | UK7 (11 Wo.)UK | AU11 Gold · (11 Wo.)AU | Erstveröffentlichung: 4. November 2002 Verkäufe: + 35.000     |
| 2003 | I Begin to Wonder Neon Nights                         | — | — | CH31 (12 Wo.)CH | UK2 (11 Wo.)UK | AU14 Gold · (14 Wo.)AU | Erstveröffentlichung: 3. März 2003 Verkäufe: + 35.000         |
| 2003 | Begin to Spin Me Round Neon Nights                    | DE37 (5 Wo.)DE | — | — | — | — | Erstveröffentlichung: Mai 2003 feat. Dead or Alive            |
| 2003 | Don’t Wanna Lose This Feeling Neon Nights             | — | — | — | UK5 (9 Wo.)UK | AU22 (4 Wo.)AU | Erstveröffentlichung: 9. Juni 2003                            |
| 2004 | You Won’t Forget About Me The Hits and Beyond         | — | — | — | UK7 (5 Wo.)UK | AU20 (3 Wo.)AU | Erstveröffentlichung: 25. Oktober 2004 feat. Flower Power     |
| 2005 | Perfection The Hits and Beyond                        | — | — | — | UK11 (3 Wo.)UK | AU13 (4 Wo.)AU | Erstveröffentlichung: 17. Oktober 2005 feat. The Soul Seekerz |
| 2006 | So Under Pressure The Hits and Beyond                 | — | — | — | UK20 (2 Wo.)UK | AU16 (5 Wo.)AU | Erstveröffentlichung: 12. Juni 2006                           |
| 2007 | He’s the Greatest Dancer Club Disco                   | — | — | — | — | AU37 (2 Wo.)AU | Erstveröffentlichung: 14. April 2007                          |
| 2007 | Touch Me Like That Club Disco                         | — | — | — | UK48 (1 Wo.)UK | — | Erstveröffentlichung: 3. Dezember 2007 vs. Jason Nevins       |

Weitere Singles
- 1995: Rescue Me (feat. EuroGroove)
- 1995: Boogie Woogie (feat. EuroGroove)
- 1998: Coconut
- 2004: Come and Get It (feat. J. C. A.)
- 2007: I Can’t Sleep at Night
- 2015: #PressPlay / Summer of Love (feat. Reece)
- 2015: 100 Degrees (feat. Kylie Minogue)
- 2017: Holding On
- 2017: Galaxy
- 2020: All I Wanna Do

## Videoalben
- 1992: Love and Kisses: The Video Collection
- 1994: Get into You: The Video Collection
- 1999: The Videos
- 2006: The Hits & Beyond
- 2009: Danniis Music Videos

## Statistik

### Chartauswertung
|                     | DE    | AT    | CH    | UK    | AU    |
| ------------------- | ----- | ----- | ----- | ----- | ----- |
| Nummer-eins-Alben   | DE—DE | AT—AT | CH—CH | UK—UK | AU—AU |
| Top-10-Alben        | DE—DE | AT—AT | CH—CH | UK2UK | AU—AU |
| Alben in den Charts | DE1DE | AT—AT | CH—CH | UK5UK | AU2AU |

|                       | DE    | AT    | CH    | UK     | AU     |
| --------------------- | ----- | ----- | ----- | ------ | ------ |
| Nummer-eins-Singles   | DE—DE | AT—AT | CH—CH | UK—UK  | AU—AU  |
| Top-10-Singles        | DE—DE | AT—AT | CH—CH | UK9UK  | AU1AU  |
| Singles in den Charts | DE3DE | AT1AT | CH2CH | UK21UK | AU17AU |

### Auszeichnungen für Musikverkäufe
Anmerkung: Auszeichnungen in Ländern aus den Charttabellen bzw. Chartboxen sind in ebendiesen zu finden.
| Land/RegionAuszeichnungen für Musikverkäufe (Land/Region, Auszeichnungen, Verkäufe, Quellen) | Gold     | Platin | Verkäufe | Quellen         |
| -------------------------------------------------------------------------------------------- | -------- | ------ | -------- | --------------- |
| Australien (ARIA)                                                                            | 5× Gold5 | —      | 175.000  | aria.com.au AU2 |
| Vereinigtes Königreich (BPI)                                                                 | 2× Gold2 | —      | 200.000  | bpi.co.uk       |
| Insgesamt                                                                                    | 7× Gold7 | —      |          |                 |